# Okres Kladsko
Okres Kladsko (Kłodzko; polsky Powiat kłodzki) je okres v polském Dolnoslezském vojvodství u hranic s Českou republikou. Rozlohu má 1643,44 km² a v roce 2023 zde žilo 146 952 obyvatel. Sídlem správy okresu je město Kladsko.

## Geografie
Okres leží v jihozápadním Polsku, v oblasti Krkonošsko-jesenické subprovincie. V rámci Dolnoslezského vojvodství se jedná o nejjižněji položený okres. Na západě, jihu a jihovýchodě sousedí s českými kraji Královéhradeckým, Pardubickým a Olomouckým, s polskými okresy sousedí na východě (Ząbkowice Śląskie), na severovýchodě (Dzierżoniów) a na severu (Valbřich).

## Gminy
Městské:
- Duszniki-Zdrój
- Kladsko
- Kudowa-Zdrój
- Nowa Ruda
- Polanica-Zdrój

Městsko-vesnické:
- Bystrzyca Kłodzka
- Lądek-Zdrój
- Mezilesí
- Radków
- Stronie Śląskie
- Szczytna

Vesnické:
- Kladsko
- Lewin Kłodzki
- Nowa Ruda

## Města
- Bystrzyca Kłodzka
- Duszniki-Zdrój
- Kladsko
- Kudowa-Zdrój
- Lądek-Zdrój
- Mezilesí
- Nowa Ruda
- Polanica-Zdrój
- Radków
- Stronie Śląskie
- Szczytna

## Historie
Jeho území se téměř kryje s historickým Kladským hrabstvím (k historickému území Kladska z něho nepatřila pouze východní poloviny vesnice Wilcza). Do roku 1972 bylo téměř celé území okresu součástí královéhradecké diecéze.
Na základě správní reformy z roku 1998 zde existuje od 1. ledna 1999 v rámci Dolnoslezského vojvodství a má podobný rozsah jako historické území. Od roku 1995 je okres Kladsko součástí Euroregionu Glacensis.

## Sousední okresy
| Růžice kompasu | Valbřich            | Valbřich        | Dzierżoniów       | Růžice kompasu |
| Růžice kompasu | Náchod              | Sever           | Ząbkowice Śląskie | Růžice kompasu |
| Růžice kompasu | Náchod              | Okres Kladsko   | Ząbkowice Śląskie | Růžice kompasu |
| Růžice kompasu | Náchod              | Jih             | Ząbkowice Śląskie | Růžice kompasu |
| Růžice kompasu | Rychnov nad Kněžnou | Ústí nad Orlicí | Jeseník           | Růžice kompasu |